# Horní Šebířov
Horní Šebířov (německy Ober-Rzebirze) je zaniklá osada v okrese Litoměřice. Stávala v Českém středohoří v katastrálním území Dolní Šebířov jeden kilometr severně od Dolního Šebířova u Lovečkovic. Osada byla po odsunu Němců v roce 1945 opuštěná a nepodařilo se ji znovu osídlit. Nyní se na místech osady nacházejí zarostlé zříceniny domů.

## Obyvatelstvo
Při sčítání lidu v roce 1921 zde žilo 47 obyvatel (z toho 22 mužů) německé národnosti a římskokatolického vyznání. Sčítání z roku 1930 mělo stejné výsledky.
|           | 1869 | 1880 | 1890 | 1900 | 1910 | 1921 | 1930 | 1950 |
| --------- | ---- | ---- | ---- | ---- | ---- | ---- | ---- | ---- |
| Obyvatelé | 51   | 53   | 63   | 52   | 44   | 47   | 47   | 22   |
| Domy      | 10   | 10   | 10   | 10   | 10   | 10   | 10   | 13   |